# Rozdział z Płonkowa
Rozdział z Płonkowa herbu Pomian – podsędek sieradzki w latach 1336–1339.
Jako świadek uczestniczył w polsko-krzyżackim procesie warszawskim 1339 roku.